# Mobius M. Mobius
Mobius M. Mobius ("Moby", "Mr. Mobius", "Don") è un personaggio dei fumetti creato da Walter Simonson che fece la sua prima apparizione su Fantastic Four n.353 (giugno 1991).

## Storia editoriale
Il personaggio di Mobius, vista la sua posizione e il suo ruolo nella TVA, prende il nome dal matematico tedesco August Ferdinand Möbius, il creatore del nastro di Möbius, una delle prime figure non orientabili realizzate. A questa figura nella cinematografia in generale viene accostata la "forma" dello spazio tempo come anche in Avengers: Endgame quando questa ipotesi viene utilizzata da Tony Stark per ricercare un modo con cui viaggiare nel tempo per recuperare le Gemme dell'Infinito.
Il personaggio di Mobius, come tutti i cloni manager del TVA, richiama fisicamente il fumettista Marvel Mark Gruenwald, uno dei creatori della continuity dell'Universo Marvel.
Al 2021 il personaggio è apparso meno di 15 volte nei fumetti anche per mantenere nelle storie e nella loro continuity il suo profilo estremamente basso per il ruolo che ricopre.

## Biografia del personaggio
L'onorevole Mr. Mobius M. Mobius era un membro della direzione junior della Time Variance Authority.
Incontrò ben presto per la prima volta i Fantastici Quattro perseguendoli per uso illegale del tempo, furto di continuità e altre varie accuse, ma questi riuscirono a sfuggirgli. A causa di una perdita di file durante questo scontro, Mobius rischiò di essere retrocesso, dunque decise di catturare il gruppo di eroi. Una volta raggiunti però essi lo aiutarono a dimostrare il suo valore riuscendo perfino a trovargli un lavoro presso la Dinastia Kang a Chronopolis. Questo diede lustro a Mobius che venne pertanto promosso dalla TVA alla posizione di burocrate nella sezione senior grazie anche alla sua meticolosa attenzione ai dettagli.
Mobius fu anche uno dei giudici (e l'unico a sopravvivere) presente al processo a She-Hulk, colpevole di aver alterato il flusso temporale avvertendo Occhio di Falco della sua imminente morte.
Attualmente si occupa del controllo sulle violazioni delle leggi della TVA.

## Poteri e abilità
Mobius non ha super poteri ma una grande leadership, un forte carisma ed è un'autorità di livello molto alto all'interno della TVA dove viene rispettato e stimato da tutti.

## Altri media

### Marvel Cinematic Universe
Mobius compare all'interno del Marvel Cinematic Universe, interpretato da Owen Wilson e doppiato in italiano da Francesco Prando. Si tratta di un agente della Time Variance Authority incaricato di catturare varianti temporali particolarmente pericolose, con una passione per le moto d'acqua.
- Esordisce nella prima stagione della serie televisiva Loki (2021); sta investigando su una variante femminile di Loki, ora nota con l'alias di Sylvie, che sta attaccando gli agenti della TVA per vendicarsi della cancellazione della sua realtà. Mobius decide di avvalersi della collaborazione di una variante del 2012 di Loki per trovarla e fermarla; nonostante l'iniziale ostilità e diffidenza, i due finiscono per sviluppare un rispetto reciproco che si tramuta in amicizia, finché Loki non si separa da Mobius per inseguire Sylvie. La TVA riesce a ricatturarli e Loki rivela a Mobius di aver scoperto, attraverso Sylvie, che tutti i dipendenti della TVA sono in realtà varianti strappate alle loro vite e a cui sono stati cancellati i ricordi. Quando Mobius capisce che Loki sta dicendo la verità, si allea con lui e Sylvie per scoprire chi c'è dietro la TVA e per liberare il multiverso. Nella seconda stagione, Mobius si impegna a convertire la TVA in un organismo migliore, pur vivendo un tormento interiore a causa della scoperta di essere una variante lui stesso. Diventa più apertamente protettivo con Loki e il loro rapporto di amicizia viene approfondito. Si scopre che, nella sua vita precedente alla TVA, si chiamava Don ed era un venditore di moto d'acqua e padre single di due bambini. Nel tentativo di salvare la TVA e il multiverso, Loki capisce che l'unica soluzione è quella di isolarsi per sempre alla fine del tempo proteggendo tutte le linee temporali, dopo aver salutato Sylvie e Mobius. Quest'ultimo decide di abbandonare la TVA per onorare il sacrificio dell'amico e trova il coraggio di andare a vedere la vita di Don sulla Sacra Linea Temporale accompagnato da Sylvie. Afferma che rimarrà a "far passare il tempo", mentre Loki veglia su di lui alla fine dei tempi.
- Il personaggio è apparso anche in cameo nella scena finale dopo i titoli di coda del film Ant-Man and the Wasp: Quantumania (2023).